# Frankrikes Grand Prix 1993
Frankrikes Grand Prix 1993 var det åttonde av 16 lopp ingående i formel 1-VM 1993.

## Resultat
1. Alain Prost, Williams-Renault, 10 poäng
2. Damon Hill, Williams-Renault, 6
3. Michael Schumacher, Benetton-Ford, 4
4. Ayrton Senna, McLaren-Ford, 3
5. Martin Brundle, Ligier-Renault, 2
6. Michael Andretti, McLaren-Ford, 1
7. Rubens Barrichello, Jordan-Hart
8. Christian Fittipaldi, Minardi-Ford
9. Philippe Alliot, Larrousse-Lamborghini
10. Riccardo Patrese, Benetton-Ford
11. Thierry Boutsen, Jordan-Hart
12. Aguri Suzuki, Footwork-Mugen Honda
13. Derek Warwick, Footwork-Mugen Honda
14. Gerhard Berger, Ferrari
15. Andrea de Cesaris, Tyrrell-Yamaha
16. Erik Comas, Larrousse-Lamborghini (varv 66, växellåda)

### Förare som bröt loppet
- Jean Alesi, Ferrari (varv 47, motor)
- Luca Badoer, BMS Scuderia Italia (Lola-Ferrari) (28, upphängning)
- Karl Wendlinger, Sauber (25, växellåda)
- JJ Lehto, Sauber (22, växellåda)
- Mark Blundell, Ligier-Renault (20, snurrade av)
- Johnny Herbert, Lotus-Ford (16, snurrade av)
- Fabrizio Barbazza, Minardi-Ford (16, växellåda)
- Ukyo Katayama, Tyrrell-Yamaha (16, växellåda)
- Alessandro Zanardi, Lotus-Ford (9, upphängning)

### Förare som ej kvalificerade sig
- Michele Alboreto, BMS Scuderia Italia (Lola-Ferrari)